# Zárakes
Zárakes (en grec moderne : Ζάρακες) est un village de la municipalité de Kymi-Aliveri (district des Dystiens), Eubée, en Grèce. Sa population était de 930 habitants en 2001.
La « communauté locale » de Zarakes comprend le village de Zárakes proprement dit et son port, Paralía Zarákon (Plage de Zárakes).
Dans des périodes historiques, Zárakes s'est appelé Záritra ou Záretra (grec moderne : Ζάρετρα ou Ζάρητρα). Il a été renommé de Zarka en Zarakes le 23 juillet 1953.
Le sculpteur Nikos Tranos est né dans ce village en 1957.